# Depressaria ululana
Depressaria ululana is een vlinder uit de familie grasmineermotten (Elachistidae). De wetenschappelijke naam is voor het eerst geldig gepubliceerd in 1866 door Rossler.
De soort komt voor in Europa.